# العيشة مقرونة (مسلسل)
العيشة مقرونة مسلسل رسوم متحركة هزلي تونسي عُرض بين رمضان 2007 و2009 على قناة حنبعل بمساهمة شركة الوردة البيضاء التونسية، وقد شارك الطاهر الفازع ومحمد الغضاب في تأليفها.

## القصة
تروي السلسلة يوميات عائلة تونسية في شهر رمضان، وما تتعرض له من مواقف هزلية وكوميدية.

## الشخصيات
- «سطوفة»: رب المنزل
- «هالة»: زوجة سطوفة
- «نانا (الجدة)»: والدة سطوفة
- «محبوبة»: خادمة المنزل
- «دالي»: ابن سطوفة وهالة
- «ريم»: ابنة سطوفة وهالة

## وصلات خارجية
- الموقع الرسمي للمسلسل
- الحلقة السابعة - اللغة الحية على يوتيوب